# Aguilares (Tucumán)
Aguilares is een plaats in het Argentijnse bestuurlijke gebied Río Chico in de provincie Tucumán. De plaats telt 32.494 inwoners.

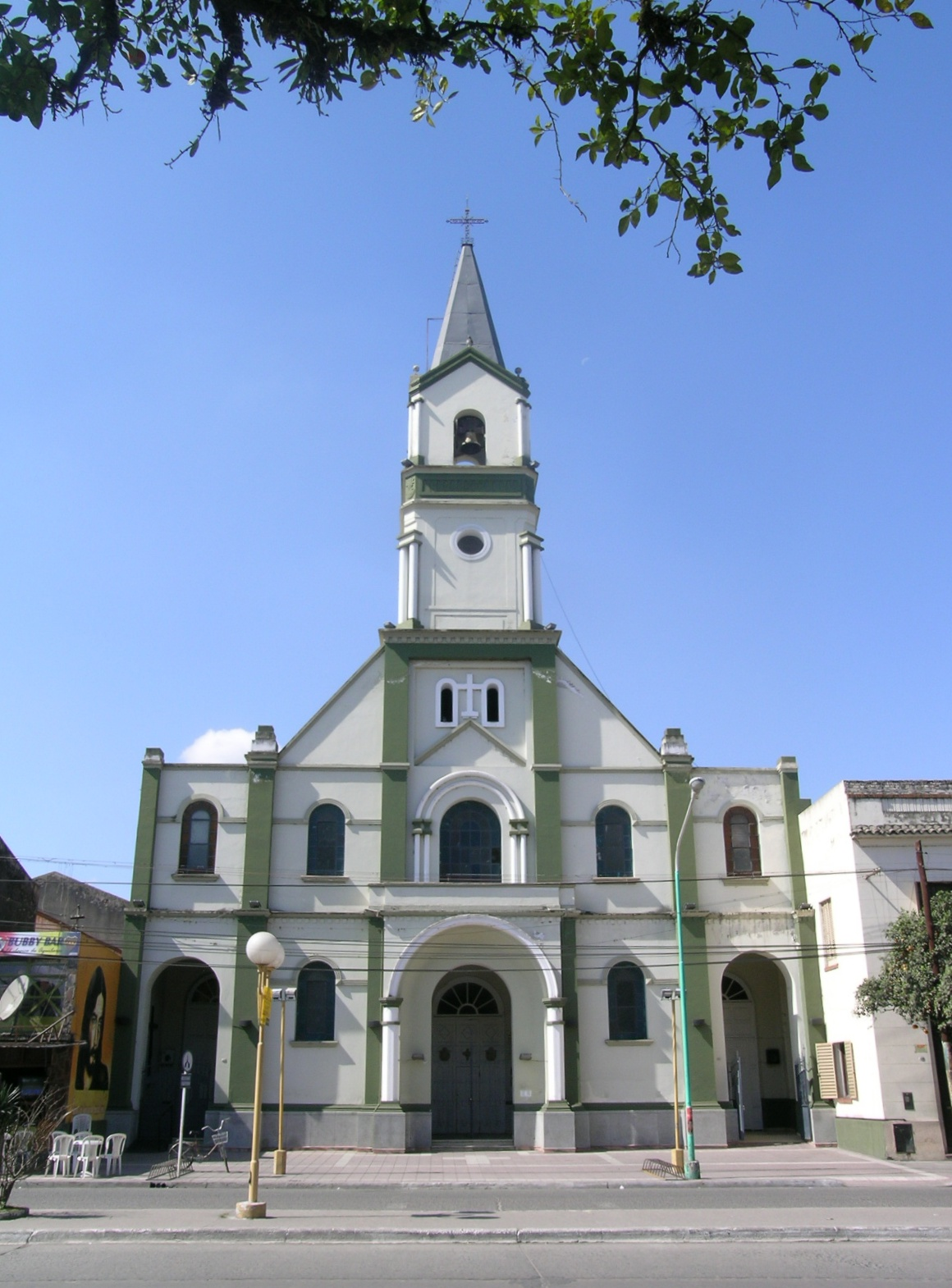
Kerk van Aguilares